# یوبرابا
یوبرابا (به پرتغالی: Uberaba) یک شهر و شهرستان برزیل در برزیل است که در میناس گرایس واقع شده‌است.

## خصوصیات
یوبرابا ۴٬۵۲۹٫۷ کیلومترمربع مساحت و ۳۴۰,۲۷۷ نفر جمعیت دارد و ۸۲۳ متر بالاتر از سطح دریا واقع شده‌است.